# Rewolwer (komedia)
Rewolwer. Komedia w pięciu aktach, wierszem – pięcioaktowa komedia Aleksandra Fredry napisana w 1861 r. Prapremiera odbyła się 16 lutego 1877.

## Opis
Komedia powstała w 1861, o czym świadczy data na zachowanym autografie sztuki. Po śmierci autora komitet zajmujący się jego spuścizną ocenił sztukę jako słabą i przeznaczył do grania w 1877. Prapremiera odbyła się Lwowie 26 lutego 1877, w Krakowie wystawiono sztukę 3 marca 1877, zaś w Warszawie dopiero 25 czerwca 1906. Drukiem utwór ukazał się w 1880 w tomie X pośmiertnego wydania dzieł Fredry (s. 1–111). Zachował się autograf sztuki, będący odpisem na czysto.

## Tematyka
Utwór ukazuje różnorodność ludzkich postaw wobec politycznego terroru, z którym w opinii autora wiąże się upadek zasad moralnych. Aleksander Fredro wykorzystał obserwacje społeczeństwa Galicji w okresie reakcji na klęskę Wiosny Ludów, a jedynie dla zachowania pozorów umieścił akcję utworu we Włoszech.

## Treść
Akcja rozgrywa się w Parmie po Wiośnie Ludów, w czasie wzmożenia ucisku ludności cywilnej. Marco Mortara, chciwy bankier uwikłany w sieć szemranych interesów, otrzymuje w prezencie rewolwer. Posiadanie rewolweru grozi poważnymi sankcjami, więc Mortara chce się go jak najszybciej pozbyć. Na skutek szeregu nieporozumień rewolwer jednak stale do niego wraca. W finale okazuje się, że rewolwer był tylko atrapą – maszynką do cygar.

## Spektakle radiowe
- Rewolwer (1956, reż. Michał Melina)[7]
- Rewolwer (2008, reż. Henryk Rozen)[8]

## Spektakle telewizyjne
- Rewolwer (1977, reż. Jan Świderski)[9][10]
- Rewolwer (2022, reż. Wojciech Adamczyk). Akcja utworu została przeniesiona do lat 30. XX w.[11][12][13]